# Рамення (Шишковське сільське поселення)
Рамення (рос. Раменье) — присілок в Бежецькому районі Тверської області Російської Федерації.
Населення становить 21 особу. Входить до складу муніципального утворення Шишковське сільське поселення.

## Історія
Від 2005 року входить до складу муніципального утворення Шишковське сільське поселення.

## Населення
| 2008 | 2010 |
| ---- | ---- |
| 10   | ↗21  |